# Ерик (роман)
Вижте пояснителната страница за други значения на Ерик.
Ерик (на английски: Faust Eric) e роман от фантастичната поредица на британския писател Тери Пратчет Светът на диска. Книгата е издадена във Великобритания през 1990 г. и за разлика от повечето романи за света на диска е издадена в по-голям формат и илюстрирана от Джош Кирби.

## Сюжет
Внимание:  Текстът по-долу разкрива сюжета на произведението (или части от него)!
Историята на книгата представлява пародия с произведението на Гьоте  – Фауст.
Глас и звук на бягащи крака прекъсват заниманията на Смърт с неговите кошери. Магьосниците от Невидимия университет в Анкх-Морпорк също са притеснени от това и решават да потърсят съвет, за да разберат какво се е случило. Те призовават Смърт, който им съобщава, че виновен за случилото се е некадърният магьосник Ринсуинд, който се е завърнал от подземното измерение при шанс едно на милион.
Ринсуинд се събужда на необичайно място, след като е призован от тринайсетгодишния демонолог Ерик Търсли, който иска да бъде господар на света, да срещне най-красивата жена, която някога е съществувала и да живее вечно. Ерик остава разочарован, след като Ринсуинд му съобщава, че не е способен да изпълни неговите желания. Папагалът на Ерик казва на Ринсуинд, че въпреки че той не е демон подлежи на същите условия, на които и призованите демони и трябва да изпълни желанията на Ерик.
Междувременно в града на демоните, в подземното царство новоизбрания крал – лорд Асфгл е разгневен за това че Ринсуинд е призован от младия Ерик на мястото на избрания за това демон. Задачата на демона е да подчини този който го е призовал, за да може да достигне света на живите. В света на диска демоните подлежат на голям брой ограничения за взаимодействието си с живите и им се налага да бъдат призовани за да контактуват пряко с хората.
След като Ринсуинд съобщава на Ерик че не може да му помогне при изпълняването на неговите мечти, се появява Багажът (магически сандък със стотици крака). С помощта на Багажа Ринсуинд, Ерик Търсли и неговият папагал започват пътешествие из света на диска. Ринсуинд, който след призоваването придобива нови сили, достига заедно с Ерик и Багажа до влажните гори на Клач. Междувременно Ерик смята, че е господар на света и кралете трябва да му плащат данък. След това те попадат в Тезуменската империя където биват посрещнати добре. По време на своя престой Ринсуинд, Ерик и неговият папагал се сещат с Понсе ди Куирм, който е затворен в храма и очаква да бъде принесен в жертва на бог Куезоверкоатъл.
Лорд Астфгл, господарят на подземното царство, призовава духа на Куезоверкоатъл и го изпраща в Тезуменската империя. Там Понсе ди Куирм, Ринсуинд и Ерик чакат да бъдат принесени в жертва. Точно когато тримата са на върха на пирамидата се появява бог Куезоверкоатъл – но Багажът го смазва по погрешка. След това на мястото на Куезоверкоатъл хората от Тезуменската империя поставят Ринсуинд и Ерик и започват да ги боготворят.
След като Ринсуинд и Ерик изпращат папагала заедно с да Куирм, който се опитва да открие Извора на живота, те се озовават във вътрешността на голям дървен кон (пародия на Троянския кон). Ринсуинд разбира че е попаднал в Тсорт, където са изправени пред най-мащабната война в своята история. След това те се оказват обградени от войниците на Тсорт. В крайна сметка Ерик решава че не си струва риска за да види Еленор (красивата жена, за която се води цялата война). Двамата с Ринсуинд успяват да избягат, като остава под въпрос дали с бягството си не са отворили портите пред нападателите.
Ринсуин използва своите новополучени сили за да пренесе себе си и Ерик Търсли извън времето. По същото време лорд Астфгл, който разбира за тяхното изчезване, решава да отиде до края на времето, където среща Смърт. Смърт му казва, че Ринсуинд е магьосник, а не демон. След като пристигат в началото на времето, Ринсуинд и Ерик се срещат със Създателя на света, който прочита осемте магии с които създава света. След това Създателят оставя Ерик и Ринсуинд на новосъздадения свят. Двамата обаче биват прекъснати, след като Астфгл ги призовава в подземното царство. След като попадат в ада, двамата все пак успяват да избягат от там.
Докато Ерик и Ринсуинд се опитват да се спасят от лорд Астфгл, който се опитва да им отмъсти, те срещат да Куирм, папагала и строителя на дървения кон. През изминалото време да Куирм е успял да открие извора на живота (но умира от дизентерия, след като пропуска да свари водата от извора). По същото време демоните от подземното царство решават да свалят Астфгл от трона. Новият владетел на ада оставя Ринсуин и Ерик да напуснат неговото царство.